# Galeazzo Maria Sforza
Galeazzo Maria Sforza, född 24 januari 1444, död 26 december 1476, var hertig i Milano 1466-1476.
Sforza var son till Francesco I Sforza och Bianca Maria Visconti. Vid faderns död befann han sig i Frankrike och deltog i ett fälttåg med Ludvig XI mot Karl den djärve. Han mördades i kyrkan på Staffansdagen 1476 av Carlo Visconti, Gerolamo Olgiati och Giovanni Andrea Lampugnani, alla höga milanesiska adelsmän.
Galeazzo Maria Sforza efterträddes av sin son, Gian Galeazzo Sforza som hertig i Milano. Även far till Caterina Sforza och Anna Sforza. 